# Marie Heinen
Marie Heinen (Amsterdam, 3 november 1881 – Den Haag, 24 november 1948) was directeur van het Nationaal Bureau voor Vrouwenarbeid.
Marie Heinen was een dochter van Gerrit Hendrik Heinen en de Zwitserse Marie Streuli. Haar vader was een succesvol huis- en decoratieschilder die veel interesse had voor kunst. 
Hij was echter niet zo liberaal in zijn denken over de positie van de vrouw in de maatschappij. Na haar opleiding op de Openbare Meisjesschool in Amsterdam mocht Marie niet verder studeren aan het gymnasium maar werd ze naar een Zwitserse kostschool gestuurd. 
Nadat ze van school afkwam vond ze in Zwitserland een baan bij een exportbedrijf. Naast Duits en Frans sprak Marie ook Spaans, Portugees en Italiaans. 
Van 1902 tot 1904 werkte Marie Heinen als correspondente Spaans in een borduurfabriek in Herisau en van 1904 tot 1908 zij als correspondent Spaans en Portugees in een papierwarenfabriek in Koblenz. Hier werd ze zich bewust van slechte arbeidsomstandigheden van de fabrieksarbeidsters en begon zich te interesseren voor sociale vraagstukken.
In 1908 werd ze adjunct-directrice bij het Nationaal Bureau voor Vrouwenarbeid (NBV) in Den Haag, opgericht in 1901. Ze werkte nauw samen met directeur Anna Sophia Polak. Marie Heinen zorgde voor veel publicaties en enquêtes, zoals de Vrouwenjaarboekjes voor Nederland die tussen 1909 en 1920 verschenen. Bovendien zette zij zich in voor het verbeteren van arbeidsomstandigheden zoals de invoering van kortere werktijden voor vrouwen. 
In 1912 richtte Marie Heinen samen met Anna Polak de Nederlandse Vereniging voor Huisvrouwen op. In 1936 werd Anna Polak ziek en een jaar later volgde Heinen haar op als directrice van het NBV. 
Tijdens de Tweede Wereldoorlog moest ze onderduiken. Na de oorlog werkte ze nog twee jaar voor het NBV om in 1947 afscheid te nemen. Bij haar uitdiensttreding ontving ze de onderscheiding van ridder in de Orde van Oranje-Nassau.
Marie Heinen werkte verder aan de verbetering van de positie van de vrouw als lid van de Hoge Raad van Arbeid, de Centrale Commissie van bijstand voor Arbeid en Migratie, het internationaal comité voor vrouwenarbeid van de Nationale Vrouwenraad van Nederland en het Internationaal Arbeidsbureau te Genève.
Ze was bovendien medeoprichter en bestuurslid van de Vereniging van Academisch gevormde Christenvrouwen (VACV).